# Galeras (Colombia)
Galeras è un comune della Colombia facente parte del dipartimento di Sucre.
Il comune venne istituito il 24 ottobre 1968.